# نجوى قدح الدم
نجوى عباس أحمد محمد قدح الدم ولدت عام 1966.

## حياتها
والدها عباس قدح الدم، إمام جامع يحمل اسم الأسرة بحي العباسية في أم درمان، وورث مشيخة قبائل الفلاتة من والده الذي تعود أصوله إلى قبائل الهوسا والفولاني والبرنو في غرب أفريقيا وتُعرف في السودان باسم «الفلاتة».

## المراحل التعليمية والعملية
درست مراحلها التعليمية في مدينة أم درمان، ثم التحقت بجامعة الخرطوم، كلية الهندسة، قسم الهندسة الميكانيكية، وتخرجت فيها عام 1989،وحصلت بعدها على درجة الماجستير في الطاقة المتجددة، ثم التحقت بوكالة الفضاء الأميركية (ناسا)، ثم جامعة زيمبابوي. ثم عُيّنت مساعدة تدريس بكلية الهندسة في جامعة الخرطوم، وخلال رحلتها العلمية تزوجت أستاذها أحمد نومان، ألماني الجنسية، وأقاما في النمسا لظروف العمل مع ابنتهما الوحيدة قبل أن تنفصل عنه.
أتاح لها عملها في منظمة تابعة للأمم المتحدة في أوغندا، فرصة الاقتراب كثيراً من الرئيس يوري موسفيني، الذي يعدها مثل ابنته، كما ذكرت قدح الدم بنفسها، في واحد من حواراتها الصحافية، وقاد ذلك إلى توسطها بين البشير وموسفيني، لتحسين العلاقة بين بلديهما، إثر سلسلة توترات مستمرة سبّبها تبادل الاتهامات بإيواء كل طرف لجماعات متمردة. ونجحت مساعيها عام 2015 في تنظيم زيارة لموسفيني للخرطوم، كانت بمثابة تحوّل في العلاقة بين الخرطوم وكمبالا، وغيّرت تماماً من نظرة موسفيني للبشير، بل إنه تحوّل إلى واحد من أكبر الداعمين له في معركته ضد المحكمة الجنائية الدولية التي أصدرت أمر قبض بحقه في عام 2010.
ذلك الاختراق الكبير، أوجد لقدح الدم مكانة كبيرة وسط النظام السابق الذي وثق بها، وكلفها مهمات عديدة، منها إيصال رسائل إلى عدد من الجهات، ومنها كذلك تنسيق الدور السوداني والأوغندي في تحقيق السلام في جنوب السودان. وبمجرد توقيع هذا الاتفاق، قرر البشير منحها وسام النيلين في عام 2018. كذلك حصلت على جواز دبلوماسي سوداني بدرجة سفير، وفي الكثير من رحلاتها من الخرطوم وإليها كانت تُفتح لها صالة كبار الزوار وتستخدم سيارات الرئاسة.

## علاقتها مع الدول الجوار
برز أكثر من تساؤل عن علاقتها بموسفيني، الذي حرص في أثناء زيارته للخرطوم على زيارة منزل أسرتها في أم درمان، لكن قدح الدم أشارت إلى أن عملها في أوغندا، وتحديداً شمال البلاد، هو الذي قرّب المسافات بينها وبين موسفيني. ولفتت إلى أن علاقتها بموسفيني ليست الوحيدة في وسط الرؤساء وحكام الدول، متحدثة عن علاقات لها مع رئيس زيمبابوي الراحل روبرت موغابي والنيجيري أولوسيغون أوباسانجو، وزعماء الكونغو ورواندا والأردن وجنوب أفريقيا ورؤساء آخرين نمت علاقتها بهم في أثناء عملها في الأمم المتحدة.
السفيرة قدح الدم المعروفة إعلاميا بـمهندسة اللقاء الذي جمع البرهان برئيس الوزراء الإسرائيلي بنيامين نتنياهو في فبراير/شباط الماضي في أوغندا. وبعد إنجاز ملف العلاقة مع أوغندا، تحوّلت جهودها إلى التوسط بين البشير ومعارضيه، وعملت لإنجاح مؤتمر الحوار الوطني الذي دعا إليه البشير، مع نشاط آخر في عملية السلام في جنوب السودان.

## وفاتها
نعى مجلس السيادة في السودان المستشارة بالمجلس، السفيرة نجوى قدح الدم، التي توصف بأنها عرابة التطبيع بين الخرطوم وتل أبيب، والتي توفيت جراء فيروس كورونا رغم محاولة طاقم طبي إسرائيلي إنقاذها، فيما أعلنت النيابة العامة إصابة ثلاثة من مساعدي الرئيس المعزول عمر البشير المعتقلين بالفيروس.

## انظر ايضاً
- رئيس الوزراء الإسرائيلي بنيامين نتنياهو
- الرئيس الأوغندي يوري موسفيني